# Chimera (Album)
Chimera ist das dritte Studioalbum der norwegischen Band Mayhem. Es wurde 2004 veröffentlicht.
Das Cover, ein Screenshot aus dem Film Hexen von 1922, stammt von TurboNatas von der befreundeten Band Red Harvest.

## Stil und Inhalt
Chimera markiert die Rückkehr zu einer deutlich schnelleren Spielweise als noch auf dem eher experimentellen Vorgängeralbum Grand Declaration of War.
Die Band orientiert sich auf dem Album am Black Metal in Verbindung mit Einflüssen aus verschiedenen anderen Musikrichtungen.
Der Stil wird als „sehr technisch“ beschrieben. Das Schlagzeug wird hauptsächlich mit Blastbeats gespielt. Der Gesang klingt „schmerzhaft und gequält“, was aber an Maniacs falscher Gesangstechnik liegt.

## Rezeption
Das Album wurde von Fans und Kritikern oft für seinen Stilwechsel kritisiert.
Stewart Mason von Allmusic schreibt zwar, die Band Mayhem sei eher für ihre Vergangenheit bekannt als für die Musik, gleichzeitig aber auch, dass im Album „mehr steckt, als die Kritiker glauben“.
Laut der Website Chronicles of Chaos übertrifft Mayhem mit Chimera „selbst die wildesten Erwartungen“. Ein Rezensent auf Zenial.nl äußerte, Chimera habe „das Zeug zum Klassiker“. psycho888999 von Sputnikmusic vergibt für das Album die Bewertung „meisterhaft“ und hält es für „eines ihrer stimmigsten Werke seit De Mysteriis Dom Sathanas“.

## Titelliste
1. Whore – 2:58
2. Dark Night of the Soul – 6:08
3. Rape Humanity with Pride – 5:41
4. My Death – 5:54
5. You Must Fall – 4:13
6. Slaughter of Dreams – 6:59
7. Impious Devious Leper Lord – 5:38
8. Chimera – 7:00

Alle Lieder wurden von Maniac und Blasphemer geschrieben.